# مرل (آیووا)
مرل (به انگلیسی: Merrill) شهری در ایالت آیووا کشور ایالات متحده آمریکا است که جمعیت آن در سرشماری سال ۲۰۱۰ میلادی، ۷۵۵ نفر بوده‌است.